# Hellmich (Unternehmen)
Die Baugesellschaft Walter Hellmich GmbH ist eine deutsche Unternehmensgruppe. Sie wurde im Jahre 1932 gegründet. Das Familienunternehmen wurde nach 1968 unter der Leitung des heutigen Geschäftsführers Walter Hellmich zu einem deutschlandweit agierenden Konzern ausgebaut. Ende der 1960er und im Verlauf der 1970er Jahre beteiligte sich das Unternehmen bei Autobahn-Projekten in den Bereichen Tief-, Straßen- und Brückenbau.
In den 1980er Jahren dehnte das Unternehmen sein Leistungsspektrum auf die Bereiche Industrie-, Hoch- und Schlüsselfertigbau sowie den bepflanzbaren Lärmschutz aus.
Die Hellmich-Unternehmensgruppe hat rund 1500 Beschäftigte. Der Umsatz liegt bei rund 300 Millionen Euro im Jahr.
In der Stadionbaubranche wurden die Veltins-Arena auf Schalke, die MSV-Arena in Duisburg, das Millerntor-Stadion auf St. Pauli, der Neue Tivoli in Aachen, die Brita-Arena in Wiesbaden und der Audi-Sportpark in Ingolstadt errichtet sowie das Stadion Wojska Polskiego von Legia Warschau und seit Juni 2022 das Preußenstadion in Münster umgebaut. 
Zum Bestand des Tochterunternehmens HEWAG gehören hingegen Seniorenstifte.